# Karim Akouche
Karim Akouche, né le 21 novembre 1978 à Bou Mahni dans la commune d’Aïn Zaouia dans la wilaya de Tizi Ouzou, en Algérie, est un poète, romancier, dramaturge et chroniqueur québécois d'origine kabyle. Il vit au Québec depuis 2008.

## Biographie
Karim Akouche est l’auteur de La musique déréglée du monde (roman), La Religion de ma mère (roman), de Allah au pays des enfants perdus (roman), de Qui viendra fleurir ma tombe ? (théâtre) et de Lettre à un soldat d'Allah - Chroniques d'un monde désorienté (essai). Une pièce, tirée de son recueil de poésie Toute femme est une étoile qui pleure, est jouée à la Place des Arts en 2013,et au Théâtre la Chapelle en 2016 à Montréal. Il a publié en 2014 un roman-conte, J'épouserai le Petit Prince.
Chroniqueur au Huffington Post et collaborateur à plusieurs journaux, dont Marianne, La Croix, Jeune Afrique, Le Devoir, La Presse, Le Journal de Montréal, El Watan, Liberté, il a notamment participé au documentaire Mon Algérie et la vôtre, diffusé aux Grands Reportages et à Zone Doc de RDI, ainsi qu’à l’émission Les Francs-tireurs.
Il a été invité à s’adresser à l’Assemblée nationale du Québec le 18 février 2014. Son intervention consistait à défendre, devant le parlement québécois, la Charte de la laïcité.
Il a pris part à des rencontres littéraires au Québec, en France, en Belgique, en Allemagne, en Espagne, aux États-Unis, en Suisse, au Maroc, en Algérie et en Haïti,,.

## La Religion de ma mère
La Religion de ma mère a figuré dans les conseils de lecture de l'émission Le Masque et la Plume de France-Inter du 1er octobre 2017. Le journaliste et critique littéraire Arnaud Viviant qualifie le roman de Karim Akouche, dans l'édition de novembre 2017 du magazine Transfuge, de « livre audacieux et puissant sur son pays, l'Algérie ».
L'écrivain haïtien Gary Klang a baptisé, dans le Huffington Post, la manière d'écrire de l'auteur de La Religion de ma mère de « style mitraillette, car de la plume inspirée de Karim naît une atmosphère d'une surprenante originalité. Ses mots jaillissent avec la rapidité et la force des balles d'une mitraillette qui ne cracherait pas de l'acier pour tuer, mais des phrases qui ne laisseront personne indifférent. »
L’essayiste québécois Jérôme Blanchet-Gravel qualifie de livre de « poignant récit », dans lequel Karim Akouche montre une Algérie profondément divisée, dirigée par un régime autoritaire qui fait payer aux habitants de la Kabylie son manque de légitimité.
Robenson Bernard du journal haïtien Le National écrit ceci au sujet de Karim Akouche : « Il est en passe de devenir le romancier d'origine algérienne qui apporte à la littérature contemporaine une voix d'une rare plénitude ». L'écrivain martiniquais Raphaël Confiant écrit à propos de l'auteur et de son livre ceci : « Un grand écrivain, un jeune (il est né en 1978) et grand écrivain, est né. Il a su forger son propre style encore que ce terme soit par trop galvaudé aujourd'hui. Qui entre dans La Religion de ma mère en sortira bouleversé, non pas converti à une quelconque cause ou idéologie, mais désormais habité par une voix, sorte de rumeur de chagrin, dans laquelle se mêlent les chants berbères, le vent et ses jeux, les mille et un piaillements, coassements ou cris des innombrables bêtes et bestioles qui peuplent le texte (chacals, rossignols, coqs, serpents, bourricots etc.) et la parole fracassée des humains. » Quant à la rédactrice en chef du magazine Marianne Martine Gozlan, elle consacre, dans l'édition du 1er au 7 décembre 2017, une chronique à Karim Akouche qu'elle qualifie de « nouvelle révélation d'une littérature d'Algérie décidément féconde ».  

L'écrivain algérien Boualem Sansal qualifie ainsi l'auteur de Lettre à un soldat d'Allah :

« Karim Akouche sait dire ce qu’il a à dire, sans peur et sans fioritures. Très rares, dans sa génération, sont ceux qui s’engagent intellectuellement, moralement et politiquement dans le combat contre l’intolérance, le fanatisme, le nationalisme et autres folies qui font le malheur des peuples. »

La Religion de ma mère a été finaliste du prix littéraire Beur FM Méditerranée 2018 et du Prix Lorientales,. Le 29 novembre 2015, devant 250 personnes et plusieurs personnalités du monde culturel et politique, le Festival Sefarad de Montréal a rendu un hommage à Karim Akouche,. La Vitrine, organisme canadien de promotion culturelle par excellence, a désigné Karim Akouche « ambassadeur » de la diversité culturelle de la ville de Montréal pendant le mois de mars 2018.

## Œuvres

### Romans
- La musique déréglée du monde, Montréal, Druide[23], septembre 2022
- Déflagration des sens, Paris, Écriture-L'Archipel[24], septembre 2020[25]
- Allah au pays des enfants perdus, Paris, éditions Écriture- L'Archipel, 2019 ; Montréal, éditions Dialogue Nord-Sud, 2012 ; Algérie, éditions Frantz Fanon, 2016[26],[27],[28]
- J'épouserai le Petit Prince, roman-conte, éditions Dialogue Nord-Sud, Montréal, 2014 ; Algérie, éditions Frantz Fanon, 2016
- La Religion de ma mère, Paris, Écriture-L'Archipel, octobre 2017 ; Montréal, Michel Brûlé, avril 2017 ; Algérie, éditions Frantz Fanon, mars 2017

### Essai
- Lettre à un soldat d'Allah - Chroniques d'un monde désorienté, Paris, éditions Écriture-L'Archipel ; éditions Frantz Fanon, mars 2018[29]

### Théâtre
- Qui viendra fleurir ma tombe ?
- Toute femme est une étoile qui pleure[30]
- Lettre à un soldat d'Allah, Théâtre des Halles d'Avignon, mise en scène de Alain Timár, Festival d'Avignon, juillet 2018[31],[32].

### Poésie
- Toute femme est une étoile qui pleure, éditions Dialogue Nord-Sud, Montréal, 2013[33],[34]

## Documentaire
- Mon Algérie et la vôtre, Production Telimagin, Radio-Canada, 2011.

## Prix
- Karim Akouche est lauréat du grand prix « le Lys Arts et Culture », décerné, à Montréal, le 28 mai 2018, au Théâtre St-James, conjointement par la Banque Nationale et l'agence de presse Média Mosaïque[35].
- En 2021, Nous sommes Montréal – La grande paix racontée, écrit dans le cadre d’une série d’ateliers que l’auteur a donnés à des élèves en collaboration avec le Musée Pointe-à-Callières, a été récompensé par le Prix d’Excellence des musées canadiens et le Prix d’Excellence des musées du Québec[36].
- La Société Littéraire de Laval a décerné le Prix Parick-Coppens - Revue ENTREVOUS à Karim Akouche le 16 octobre 2022[37].
- Finaliste du Prix Charles-Biddle 2022, un Prix qui "souligne l’apport exceptionnel d’individus ayant immigré au Québec et dont l’engagement personnel ou professionnel contribue au développement culturel et artistique de la société québécoise. Cette prestigieuse récompense souligne ainsi le talent et l’engagement de personnes immigrantes qui ont choisi d’enrichir leur milieu de vie par leur créativité et leur passion pour les arts sous toutes leurs formes."[38],[39]
- Karim Akouche est finaliste du Prix des cinq continents de la Francophonie 2024 pour son roman La musique déréglée du monde[40],[41],[42],[43],[44].